# Jilin
|  | Per a altres significats, vegeu «Jilin (Rússia)». |

 Jilin (?·pàg.) (xinès: 吉林; Pinyin: Jílín; Wade-Giles: Chi-lin; Postal System Pinyin: Kirin; manxú: Girin ula), és una província de la República Popular de la Xina situada al nord-est del país. Jilin limita amb Corea del Nord i Rússia a l'est, Heilongjiang al nord, Liaoning al sud, i Mongòlia Interior a l'oest.
El nom "Jilin" potser ve de Girin ula, un terme manxú que vol dir "al llarg del riu"; fou transcrit Jilin wula (xinès tradicional: 吉林烏拉, xinès simplificat: 吉林乌拉) al xinès, i retallat a Jilin. El significat literal de "Jilin" en xinès és "bosc auspiciós".

## Geografia
La zona de major altitud de Jilin es troba al sud-est. Des d'allí descendeix suaument cap al nord-oest. A les muntanyes Changbai, a la zona suroriental, està el cim més alt de la província, el mont Baiyun (2.691 metres). Altres cadenes muntanyenques són Jilinhada, Zhang Guangcai i Longgang. A Jilin hi ha diverses conques fluvials: les dels rius Yalu i Tume (que formen la frontera entre Xina i Corea del Nord) al sud-oest, les de diversos afluents del riu Liao a la frontera meridional i les dels rius Songhua i Nen, que desemboquen al riu Amur. El clima és continental monzònic amb hiverns llargs i molt freds i estius curts i càlids. La temperatura mitjana del mes de gener oscil·la entre els -20 °C i els -14 °C. Les precipitacions hi són escasses, amb una mitjana de 350–1000 mm.

## Divisió administrativa
Jilin es divideix en 8 prefectures i 1 prefectura autònoma.
- Changchun (长春市 : Chángchūn shì)
- Ciutat de Jilin (吉林市 : Jílín shì)
- Siping (四平市 : Sìpíng shì)
- Liaoyuan (辽源市 : Liáoyuán shì)
- Tonghua (通化市 : Tōnghuà shì)
- Baishan (白山市 : Báishān shì)
- Songyuan (松原市 : Sōngyuán shì)
- Baicheng (白城市 : Báichéng shì)
- Prefectura Autònoma Coreana de Yanbian (延边朝鲜族自治州 : Yánbiān Cháoxiǎnzú Zìzhìzhōu)

## Demografia
Jilin és habitada per xinesos han, coreans, manxú, ètnia hui, mongols i xibe. Molts coreans ètnics viuen a la Prefectura Autònoma Coreana de Yanbian.
| Grups ètnics a Jilin, cens del 2000 | Grups ètnics a Jilin, cens del 2000 | Grups ètnics a Jilin, cens del 2000 |
| Nacionalitat                        | Població                            | Percentatge                         |
| ----------------------------------- | ----------------------------------- | ----------------------------------- |
| Xinesos han                         | 24.348.815                          | 90,85%                              |
| Coreans                             | 1.145.688                           | 4,27%                               |
| Manxú                               | 993.112                             | 3,71%                               |
| Mongol                              | 172.026                             | 0,642%                              |
| ètnia hui                           | 125.620                             | 0,469%                              |

Exclosos militars en servei actiu.

## Història
A l'antiguitat van habitar Jilin diversos pobles, com els Mohe i els Wuji. El Regne de Balhae (Bohai en xinès) es va establir a la zona des de l'any 698 fins al 926. La regió va caure successivament en mans de la dinastia Liao dels Khitan, la Jin dels Jurchen i la Yuan dels mongols. Durant la dinastia Qing gran part de la zona estava sota el control del general de Jilin, que governava fins al mar del Japó, abastant gran part de l'actual subjecte rus de Primorsky Krai. En aquesta època la immigració Han estava estrictament controlada, situació que va canviar després de la cessió a Rússia de Primórie. El govern de la dinastia Qing va començar a obrir llavors la zona als immigrants Han, la majoria dels quals procedien de Shandong, i al començament del segle xx eren l'ètnia dominant en la regió. El 1932, la zona va ser incorporada a l'estat titella japonès de Manxukuo, amb capital a Changchun, que actualment ho és de Jilin. Després de la derrota del Japó el 1945, la regió, juntament amb la resta de Manxúria, va ser lliurada pels soviètics als comunistes xinesos, que la van transformar en la plataforma des de la qual van ocupar la resta de la Xina.
El 1949, la província de Jilin era més petita, abastant només els voltants de Changchun i Ciutat Jilin, on estava la capital, mentre que aquella era una municipi independent. En els anys cinquanta, la província es va ampliar fins a la seva extensió actual. Durant la Revolució Cultural es va ampliar de nou per a incloure part de Mongòlia Interior, fins a la frontera amb Mongòlia, encara que aquests canvis van tornar posteriorment a la situació anterior. En els últims temps, juntament amb la resta del nord-est de la Xina, on hi ha la indústria pesant del país, la província s'ha enfrontat a dificultats econòmiques a causa de les privatitzacions, cosa que ha dut al govern central a emprendre la campanya Reactivació del Nord-est.